# Bradford (Wisconsin)
Bradford – miasto w Stanach Zjednoczonych, w stanie Wisconsin, w hrabstwie Rock.